# جينيفر ماكلين
جينيفر ماكلين (بالإنجليزية: Jennifer MacLean)‏ هي مسيرة أعمال أمريكية، ولدت في 1972.